# ARBV Hanovre
Le ABRV Hannover fut un club allemand de football localisé à Hanovre en Basse-Saxe.

## Histoire
La fondation de ce club fut initiée par Paul Bölcke, cousin du futur as de l’aviation allemande Oswald Bölcke, qui fut séduit de voir des étudiants de l’Université de Hanovre pratiquer le football. P. Bölcke lança un appel qui amena à la création, 10 février 1898, l’Akademischen Fußball-Clubs Hannover ou AFC Hannover. Ce club fut considéré comme une reconstitution du Vereins Akademischer Radfahrer, un cercle cycliste créé la 15 janvier 1886 et qui avait depuis arrêté ses activités.
L’AFC joua son premier match  contre l’Hannoverscher Fußballklub 96 avec un ballon rond et non pas avec l’ovale du rugby qui lui était déjà bien implanté dans la région de Hanovre. La rencontre eut lieu sur la Waterlooplatz ou au Steintormasch. Ensuite l’AFC Hannover joua au vélodrome local.
Le 1er octobre 1898, l’AFC fut rebaptisé Akademischer Ballspiel-und Ruderverein Hannover (ARBV) après avoir résolu des conflits internes avec ses membres de confession juive.
L’ARBV Hannover fut un des fondateurs de la Verband Hannoverscher Ballspiel-Vereine (VHBV) en 1903. Otto Hirseland, président de l’AFC devint le premier président de la Fédération locale.
L’ARBV remporta le premier championnat organisé par la VHBV. Cela lui permit de participer à la phase finale du championnat national. Il y fut étrillé par le SC Germania 87 Hamburg sur le score sans appel de 11-0. Il faut dire que les étudiants de l’ARBV ayant préparé ce match en écumant les cafés de Hambourg la nuit précédant le match !
Le cercle se rapprocha alors de l’Eintracht Hannover, un club de rugby et ne fit plus parler de lui dans les compétitions de football. Les étudiants semblent s’être tournés vers l’Aviron, un sport très en vogue dans les milieux universitaires au début du XXe siècle et dont les origines et traditions sont tout autant britanniques que football ou le rugby. On retrouve encore la trace d’un match joué le 10 mars 1906 sous le nom de Akademischer Ruderverein (ARV).
En 1927, l'ARV fut renommé Akademische Ruderverbindung Angaria. Déclaré interdit, ce club fut reconstitué, le 24 février 1936, sous la dénomination de Rudergemeinschaft Angaria Hannover, qu’il porte encore de nos jours. Le vert dans le logo de ce club est un rappel du  club de football des origines.

## Palmarès
- Champion de la Verband Hannoverscher Ballspiel-Vereine: 1904.